# Riverdale (Iowa)
Riverdale és una població dels Estats Units a l'estat d'Iowa. Segons el cens del 2000 tenia 656 habitants.

## Demografia
Segons el cens del 2000, Riverdale tenia 656 habitants, 270 habitatges, i 193 famílies. La densitat de població era de 141,5 habitants/km².
Dels 270 habitatges en un 30% hi vivien nens de menys de 18 anys, en un 52,6% hi vivien parelles casades, en un 13,3% dones solteres, i en un 28,5% no eren unitats familiars. En el 24,8% dels habitatges hi vivien persones soles el 8,9% de les quals corresponia a persones de 65 anys o més que vivien soles. El nombre mitjà de persones vivint en cada habitatge era de 2,43 i el nombre mitjà de persones que vivien en cada família era de 2,88.
Per edats la població es repartia de la següent manera: un 26,1% tenia menys de 18 anys, un 8,7% entre 18 i 24, un 23,8% entre 25 i 44, un 23% de 45 a 60 i un 18,4% 65 anys o més.
L'edat mediana era de 40 anys. Per cada 100 dones de 18 o més anys hi havia 99,6 homes.
La renda mediana per habitatge era de 32.656 $ i la renda mediana per família de 41.875 $. Els homes tenien una renda mediana de 37.500 $ mentre que les dones 28.194 $. La renda per capita de la població era de 19.074 $. Entorn del 13,9% de les famílies i el 16,7% de la població estaven per davall del llindar de pobresa.

## Poblacions properes
El següent diagrama mostra les poblacions més properes.